# Turó de Llançà
El Turó de Llançà és una muntanya de 880 metres que es troba al municipi d'El Brull, a la comarca d'Osona.